# Mälartorget

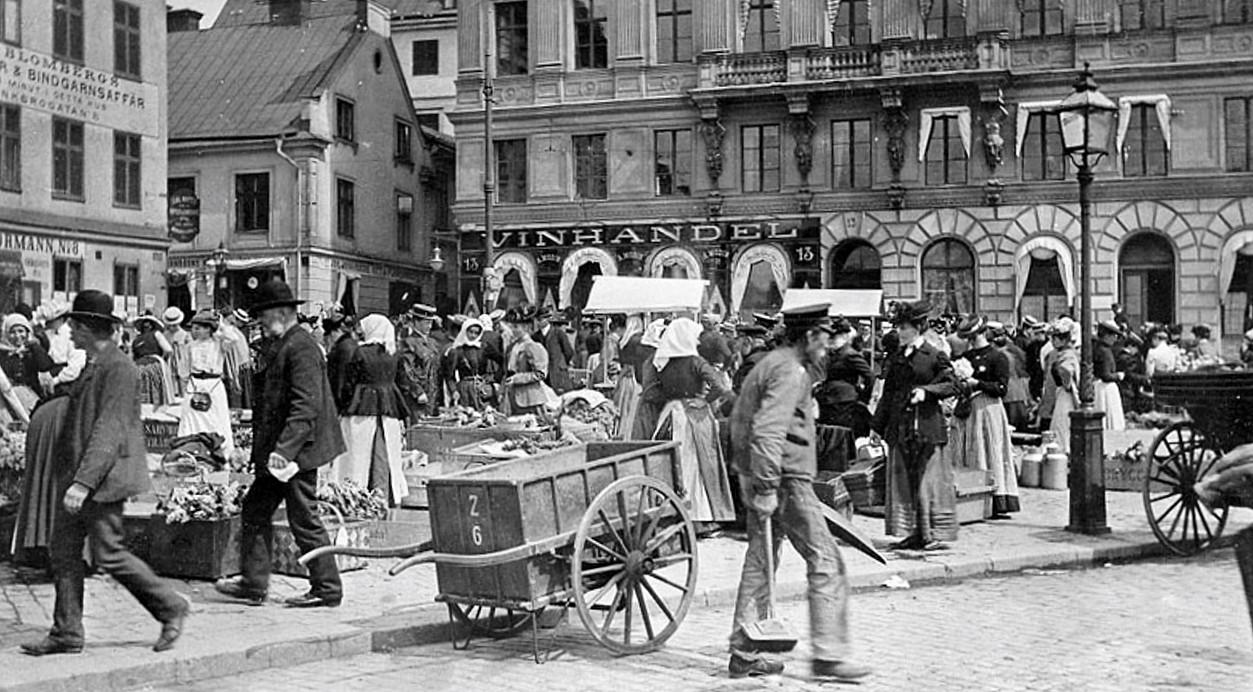
Torghandel på Mälartorget 1908.

Mälartorget är ett torg i Gamla stan, Stockholms innerstad som har fått sitt namn efter läget vid Mälaren. Mälartorget ligger mellan Munkbrogatan och Munkbroleden, vid torget finns tunnelbanestationen Gamla stan. Namnet Mälartorget förekommer på Stockholms kartor första gången år 1863.

## Historik

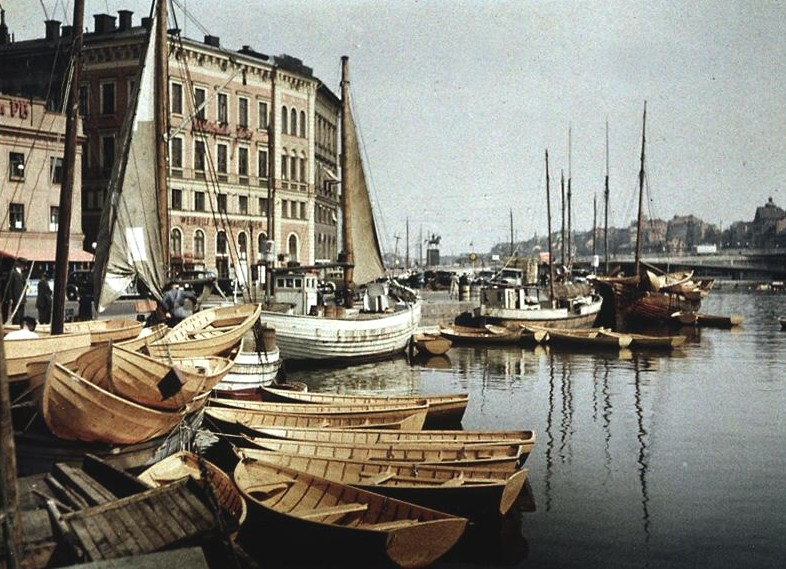
Mälartorget 1938. Foto: G.W. Cronquist

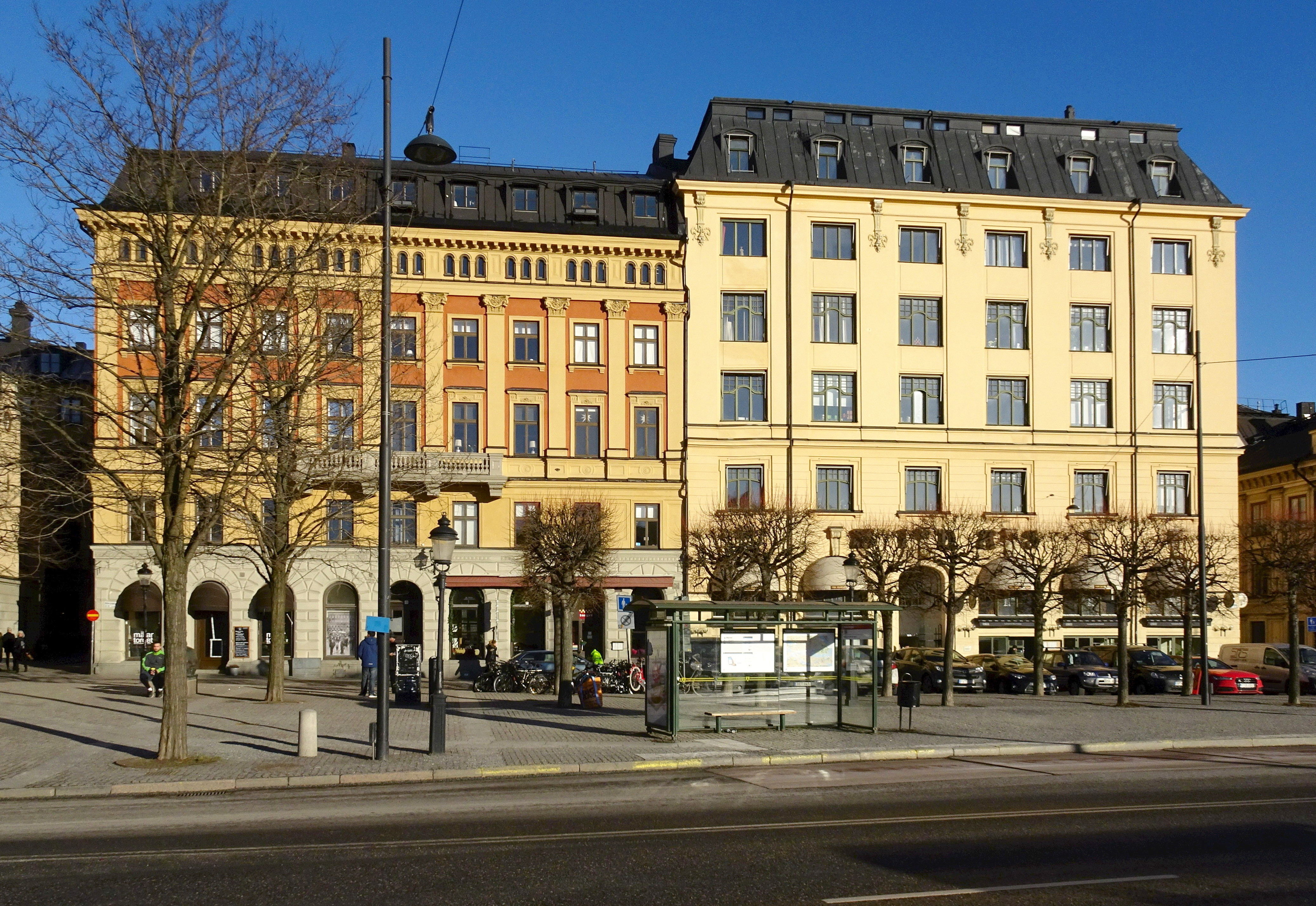
Mälartorget med kvarteret Midas, 2016.

På Petrus Tillaeus karta från 1733 framgår att det på platsen för Mälartoget planerades ytterligare tre kvarter sydväst om kvarteren Caron, Iason och Midas som skulle heta America, Africa respektive Asia och skapas genom omfattande utfyllnader, men som aldrig kom till stånd. Torget och en ny hamn anlades vid 1800-talets mitt genom något mindre utfyllnader. 
Torget upptogs 1869 bland "allmänna försäljningsplatser", upplåtet "till försäljning af landtmannavaror, införda med de ångbåtar, som invid samma torg tillägga". På denna plats fanns tidigare en enorm latrin- och avskrädeshög, omgärdad av plank, där Stadsholmens latrintunnor tömdes. Platsen kallades därför Flugmötet, namnet var såpass officiellt att det upptas i en vägvisare från 1844. I Arthur Thesleffs bok Stockholms förbrytarspråk och lägre slang kallas torget Bonntorget.
Soptippen forslades bort i slutet på 1800-talet och Sveriges första saluhall, Köttorgshallen, uppfördes på platsen. Den samt den 1918 byggda Munkbrohallen försvann dock i och med att Gamla stans tunnelbaneuppgång tillkom 1954.

## Bebyggelsen
I kvarteret Midas reser sig Johan Fredrik Åboms tidiga hyreshus av kontinental typ från 1860. Den kom efter 1936 att inrymma biografen Hansa med 110 platser. Över entrén lyste ordet "BIO" i neonbokstäver. Filmvisningarna upphörde 1954, därefter togs lokalen över av Teatern i Gamla stan. I kvarteret låg tidigare ett sockerbruk som 1903 fick lämna plats för Sam Kjellbergs bostads- och affärshus i jugendstil. AOS Arkitekter ritade 1956 den byggnad som numera inrymmer Munkbrohallen. Ursprungligen uppfördes byggnaden som kontor för Stockholms Spårvägar.